# Martin Hosták
Mall:Fler Källor biografi